# Bothriurus bonariensis
Bothriurus bonariensis es una especie de escorpión o alacrán no venenoso perteneciente al "grupo bonariensis" y es la especie tipo del género. Su distribución geográfica comprende Argentina, Uruguay y los estados del sur de Brasil (Rio Grande do Sul y Santa Catarina). Es frecuente encontrarlo en el campo y su picadura no es potente; en ocasiones el aguijón ni siquiera traspasa la piel.

## Características y hábitat
Esta especie comprende a un arácnido de mediano a gran tamaño, los adultos llegan a medir unos 60 mm de largo. En la cola posee un único aguijón, pinzas redondeadas y cortas, dorso de coloración homogénea (la coloración general puede variar entre marrón–rojizo a negro). Están más activos durante las noches calurosas y veraniegas donde cazan y se alimentan de diversos invertebrados terrestres como lombrices, termitas, cucarachas, arañas, grillos y escarabajos. También buscan lugares humédos y oscuros para su hábitat; durante el día se ocultan debajo de piedras, madrigueras y troncos. Su presencia disminuye con la llegada del frío.